# Gens Ceionia
Die gens Ceionia (deutsch Ceionier; Latein auch Ceionii, Caeionii) war ein römisches Geschlecht (gens) mit dem Gentilnamen Ceionius. Sie brachten in der Kaiserzeit und in der Spätantike eine Reihe bedeutender Persönlichkeiten hervor, unter anderem den Kaiser Lucius Verus (ursprünglich Lucius Ceionius Commodus).
Der Name der Familie ist wohl etruskisch; auch antike Quellen geben an, die Familie stamme aus Etrurien. Erster bekannter Namensträger ist ein von Velleius Paterculus erwähnter Offizier des Varus im Jahr 9 n. Chr., Ceionius.
Gegen Ende des 1. Jahrhunderts gelangten Angehörige des Familienzweigs der Ceionii Commodi erstmals zu hohen Würden. Lucius Ceionius Commodus bekleidete im Jahr 78 das Konsulat, sein gleichnamiger Sohn war Konsul des Jahres 106. Dessen ebenfalls gleichnamiger Sohn wurde von Kaiser Hadrian durch Adoption unter dem Namen Lucius Aelius Caesar zur kaiserlichen Nachfolge bestimmt (siehe Adoptivkaiser). Da Aelius Caesar aber noch vor Hadrian starb, wurde erst sein Sohn unter dem Namen Lucius Verus Aurelius Augustus römischer Kaiser. Sie galten als so wichtig, dass die Historia Augusta, eine eher unzuverlässige spätantike Quelle, die Ceionii von Kaiser Clodius Albinus herleitete.

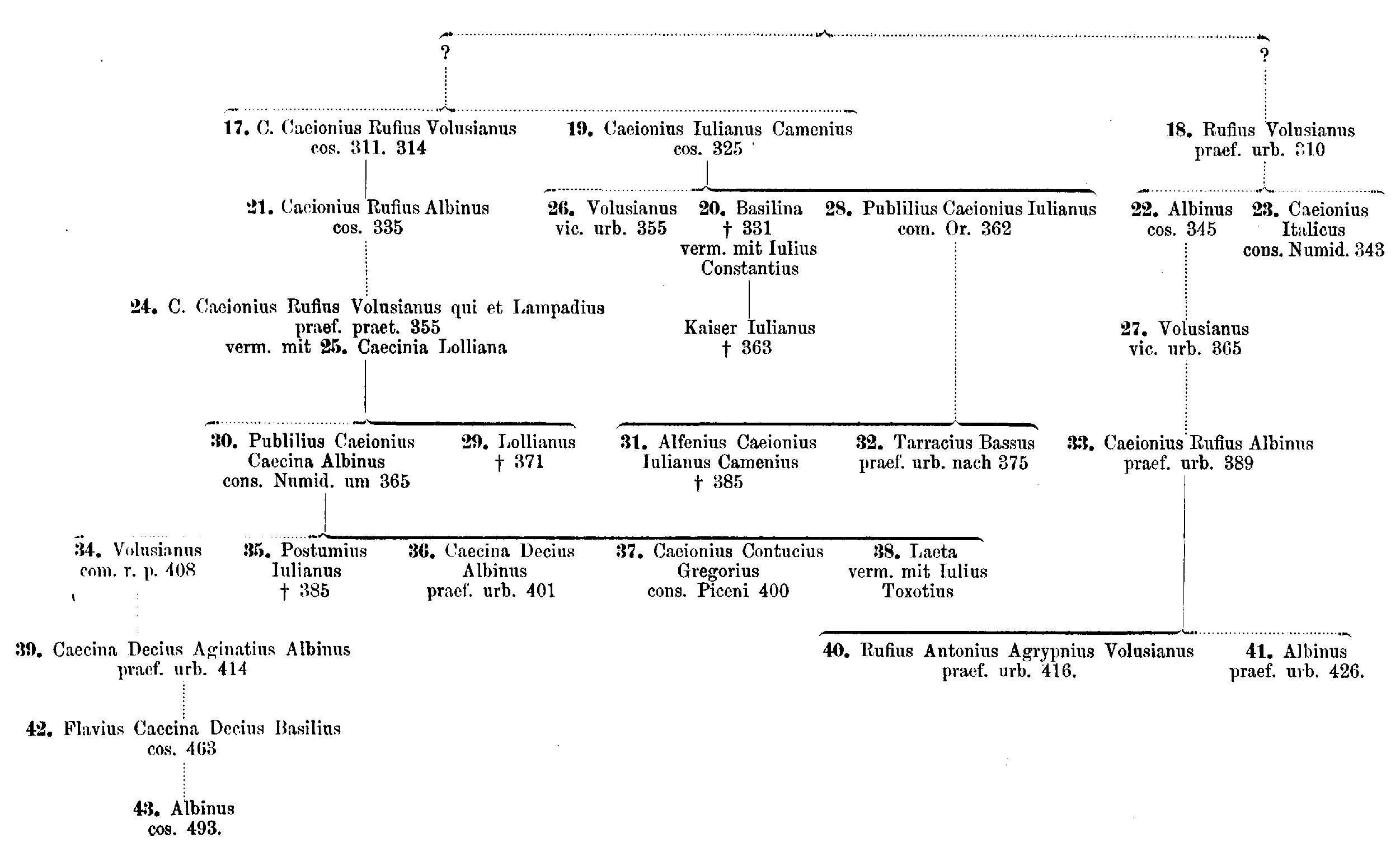
Stammbaum der spätantiken Ceionii nach Otto Seeck in Paulys Realencyclopädie der classischen Altertumswissenschaft

Eine wichtige Rolle spielten die Ceionii auch in der Spätantike. Es lassen sich drei Familienzweige unterscheiden, die auf drei Anfang des 4. Jahrhunderts aktive Politiker zurückgehen: Gaius Ceionius Rufius Volusianus (Konsul 311 und 314), Rufius Volusianus (Stadtpräfekt 310/311) und Ceionius Iulianus Camenius (Stadtpräfekt 333/334).
Die ersteren beiden Zweige (die Nachkommen der beiden Rufii Volusiani) wechselten in jeder Generation die Cognomen Albinus und Volusianus ab; in der letzteren (den Nachkommen des Ceionius Iulianus Camenius) findet sich durchgehend der Name Iulianus. Die meisten männlichen Ceionii blieben auch nach der Christianisierung des Römischen Reiches im 4. Jahrhundert (konstantinische Wende) bei der alten Römischen Religion oder kehrten zu ihr zurück. Frauen aus der Familie waren dagegen häufig Christinnen.
Die Ceionii hatten, wahrscheinlich über bedeutenden Landbesitz, eine lokale Verbindung u. a. zur nordafrikanischen Provinz Numidia. Vier der 24 bekannten Konsulare der Provinz waren Angehörige der Familie: Ceionius Italicus (vor 343), Publilius Ceionius Caecina Albinus (364/7), Alfenius Ceionius Iulianus Camenius (vor 381) und Caecina Decius Albinus (ca. 390).

## Familienmitglieder
- Ceionius (Präfekt), Offizier unter Varus, an der Schlacht im Teutoburger Wald beteiligt
- Lucius Ceionius Commodus (Konsul 78), römischer Politiker und Senator
- Lucius Ceionius Commodus (Konsul 106),  römischer Politiker und Senator
- Lucius Ceionius Commodus, Geburtsname von Lucius Aelius Caesar († 138), adoptiert von Kaiser Hadrian
- Lucius Ceionius Commodus, früherer Name von Lucius Verus (130–169), römischer Kaiser
- Marcus Ceionius Silvanus, römischer Konsul 153
- Gaius Ceionius Rufius Volusianus (Konsul) († um 330), Prätorianerpräfekt 309/310, Stadtpräfekt 313–315 und Konsul 311 und 314
- Gaius Ceionius Rufius Volusianus Lampadius, Prätorianerpräfekt Italiens 355, Stadtpräfekt 365
- Ceionius Rufius Albinus (Konsul 335) (* 303), römischer Beamter, Konsul 335 und Stadtpräfekt 335 bis 337
- Ceionius Rufius Albinus (Stadtpräfekt), römischer Beamter, Stadtpräfekt 389 bis 391
- Publilius Ceionius Caecina Albinus, consularis Numidiae um 365, einer der Diskutanten in Macrobius’ Saturnalia
- Ceionius Iulianus Camenius, römischer Stadtpräfekt 333/334